# Бібліографічна довідка
Бібліографі́чна до́відка — найменша одиниця бібліографічного списку, яка складається з назви видання та бібліографічного опису. Використовується для ідентифікації документу та здійснення бібліографічного пошуку.
В Україні формат довідки визначено відповідними стандартами Міністерства освіти і науки України. Існують також міжнародні стандарти бібліографічних описів (ISBD).
Приклад довідки для книги:
- Шевченко Т. Г. Кобзар / Т. Г. Шевченко. — К. : Видавництво, 2000. — 123 с. — ISBN 1234567890.